# تشو سي كيونغ
تشو سي كيونغ (بالكورية: 주시경،بالهانغل: 周時經) (22 ديسمبر 1876 - 27 يوليو 1914) أحد مؤسسي اللسانيات الكورية الحديثة. وُلد في بونغسان بهوانغهاي عام 1876. ساعد في توحيد اللغة الكورية، بناءً على التهجئة والقواعد في اللغة الكورية العامية.

## مسيرته
وُلد تشو سي كيونغ في مقاطعة هوانغهاي، في ما يُعرف الآن بكوريا الشمالية. درس اللغة الصينية الكلاسيكية منذ سن مبكرة. في عام 1887 انتقل إلى سول ودرس اللسانيات. في عام 1896، وجد عملاً في أول صحيفة للهانجول فقط، وهي صحيفة (Dongnip Sinmun)، التي أسسها الناشط الكوري من أجل الاستقلال سوه جيبيل. في عام 1897 تم إرسال سوه جيبيل إلى المنفى في الولايات المتحدة، وغادر تشو سي كيونغ الصحيفة.
مهتم باللسانيات الغربية وطرق التدريس، عمل تشو سي كيونغ مُدرّسا كوريا للمُبشّر الأمريكي ويليام ب. سكرانتون، مؤسس جامعة إيهوا للإناث.

## توحيد اللغة الكورية
بعد إدراك الحاجة إلى أبجدية كورية موحدة، أسس تشو سي كيونغ جمعية نظام اللغة الكورية (조선문동식회; 朝鮮文同式會) عام 1886 مع العديد من زملائه. استضاف العديد من الندوات في المركز الوطني لمناقشة اللغة التابع لأكاديمية سانغدونغ للشباب للغة الكورية (상동청년학원국어강습소; 尚洞青年學院國語講習所).
اقترح أن تتضمن الأجزاء الكورية من الكلام الأسماء والأفعال والصفات والظروف والصفات غير المقترنة (관형사; 冠形詞)، والأفعال المساعدة (조사; 助詞) وعلامات الاقتران وعلامات التعجب، وغيرها. صاغ تشو سي كيونغ الاسم الهانغل (한글) بين عامي 1910 و 1913 لتحديد نظام الكتابة الكوري، والذي كان موجودًا سابقًا تحت عدة أسماء أخرى، مثل "eonmun" (언문، الخط العامي)، منذ القرن الخامس عشر.
في كتابه "أصوات اللغة" (말의 소리) الذي نشره سنة 1914، روّج لكتابة الهانغل خطيًا وليس مقطعيًا. هذا هو أحد مقترحاته القليلة التي لم يتم تنفيذها في اللسانيات الكورية الحديثة، على الرغم من وجود تجارب مع الهانغل الخطي، وعلى الأخص في بريمورسكي كراي بروسيا.

## المنشورات
- تاريخ سقوط فيتنام (월남망국사; 越南亡國史) (1907)
- الصوتيات الكلاسيكية للغة الوطنية (1908) (국어문전음학; 國語文典音學) (بناءً على ملاحظات محاضرته)
- مقدمة في اللغة الصينية (한문초습; 漢文初習) (1909)
- مقدمة في اللغة الوطينة (국문초학; 國文初學) (1910)
- قواعد اللغة الوطنية (국어문법; 國語文法) (1910)
- أصوات اللغة (말의 소리) (1914)

## روابط خارجية
- 주시경 (Ju Si-kyeong) باللغة الكورية سيرة ذاتية مع صورة